# Hiadeľ
Hiadeľ (deutsch Hedel oder Hödlergrund, ungarisch Hédel – bis 1888 Hjádel) ist eine Gemeinde in der Mitte der Slowakei mit 490 Einwohnern (Stand 31. Dezember 2024) und gehört zum Okres Banská Bystrica, einem Kreis des Banskobystrický kraj.

## Geographie
Die Gemeinde befindet sich im Tal des Baches Vážna, der zum Einzugsgebiet des Hron gehört und bildet hinauf bis zum Sattel Hiadeľské sedlo 1099 m n.m. die Grenze zwischen dem Gebirge Starohorské vrchy westlich des Baches und der Niederen Tatra östlich davon. Das knapp 16,6 km² große Gemeindegebiet ist in Nord-Süd-Richtung langgezogen und die Höhe variiert von 430 m n.m. am unteren Ende bis 1652 m n.m. am Berg Prašivá in der Niederen Tatra. Etwa 90 % sind dabei vom Misch- und Fichtenwald bedeckt. Das Ortszentrum liegt auf einer Höhe von 490 m n.m. und ist 20 Kilometer von Banská Bystrica entfernt.

## Geschichte
Der Ort wurde zum ersten Mal 1424 als Hedel schriftlich erwähnt, entstand wohl in der zweiten Hälfte des 14. Jahrhunderts und gehörte zum Herrschaftsgut der Burg Liptsch. Im Spätmittelalter gab es beim Dorf ein Silberbergwerk, nach der Ausschöpfung der Vorräte war Forstwirtschaft bis zum 19. Jahrhundert hinein die Haupteinnahmequelle, unterstützt von Landwirtschaft und Schafzucht. 1828 zählte man 77 Häuser und 584 Einwohner. Anfang des 19. Jahrhunderts arbeitete beim Ort ein Eisenerzbergwerk, oftmals jedoch wanderten Einwohner zur Arbeit in umliegende Gespanschaften aus, z. B. Gemer und Barsch.
Bis 1918 gehörte der im Komitat Sohl liegende Ort zum Königreich Ungarn und kam danach zur Tschechoslowakei beziehungsweise heute Slowakei. Während des Slowakischen Nationalaufstandes wurden die Partisanen von der örtlichen Bevölkerung unterstützt, sodass während der Repressalien der Wehrmacht im November 1944 mindestens 60 Menschen erschossen wurden. Im Sommer 1941 wurde vom Slowakischen Innenministerium und der staatlichen Forstverwaltung in Hiadeľ eines der ersten Zwangsarbeiterlager eingerichtet, mehr als 500 in Zelten untergebrachte Juden sollten eine Bergstraße auf den Prašivá bauen. Einer der Häftlinge war der aus Deutschland geflohene Sportlehrer Alex Hochhäuser.

## Bevölkerung
| Jahr                | 1994 | 2004    | 2014    | 2024    |
| ------------------- | ---- | ------- | ------- | ------- |
| Anzahl der Personen | 576  | 534     | 521     | 490     |
| Unterschied         |      | −7,29 % | −2,43 % | −5,95 % |

| Jahr                | 2023 | 2024    |
| ------------------- | ---- | ------- |
| Anzahl der Personen | 507  | 490     |
| Unterschied         |      | −3,35 % |

Nach der Volkszählung 2011 wohnten in Hiadeľ 522 Einwohner, davon 497 Slowaken, zwei Tschechen und ein Jude; ein Einwohner war anderer Ethnie. 21 Einwohner machten keine Angabe. 428 Einwohner bekannten sich zur römisch-katholischen Kirche, 13 Einwohner zur evangelischen Kirche A. B., drei Einwohner zur griechisch-katholischen Kirche, zwei Einwohner zur evangelisch-methodistischen Kirche und je ein Einwohner zur orthodoxen Kirche und zur Bahai-Religion; ein Einwohner war anderer Konfession. 39 Einwohner waren konfessionslos und bei 34 Einwohnern ist die Konfession nicht ermittelt.
Ergebnisse nach der Volkszählung 2001 (559 Einwohner):
| Nach Ethnie: - 99,28 % Slowaken - 0,18 % Tschechen | Nach Konfession: - 91,17 % römisch-katholisch - 3,22 % evangelisch - 3,04 % konfessionslos - 1,43 % keine Angabe - 0,54 % griechisch-katholisch |